# Coppa Placci 1977
La Coppa Placci 1977, ventisettesima edizione della corsa, si svolse il 5 marzo 1977 su un percorso di 192 km. La vittoria fu appannaggio dell'italiano Marino Basso, che completò il percorso in 4h33'26", precedendo i connazionali Giuseppe Saronni e Pierino Gavazzi.

## Ordine d'arrivo (Top 10)
| Pos. | Corridore        | Squadra              | Tempo    |
| ---- | ---------------- | -------------------- | -------- |
| 1    | Marino Basso     | Selle Royal-Inoxpran | 4h33'26" |
| 2    | Giuseppe Saronni | Scic                 | s.t.     |
| 3    | Pierino Gavazzi  | Jollj Ceramica       | s.t.     |
| 4    | Roberto Ceruti   | G.B.C.-Itla TV-Color | s.t.     |
| 5    | Aldo Parecchini  | Brooklyn             | s.t.     |
| 6    | Francesco Moser  | Sanson               | s.t.     |
| 7    | Marcello Bergamo | Zonca-Santini        | s.t.     |
| 8    | Simone Fraccaro  | Jollj Ceramica       | s.t.     |
| 9    | Roland Salm      | Zonca-Santini        | s.t.     |
| 10   | Josef Fuchs      | Sanson               | s.t.     |